# Kanton Marseille-4
Marseille-4 is een kanton van het Franse departement Bouches-du-Rhône. Het kanton maakt deel uit van het arrondissement Marseille. In 2018 telde het 60.583 inwoners.
Het kanton omvat uitsluitend een noordelijk deel van de gemeente Marseille.